# Kurdjípskaia
Kurdjípskaia - Курджипская (rus) - és una stanitsa de la República d'Adiguèsia, a Rússia. Es troba a la vora del riu Kurdjips, a 11 km a l'oest de Tulski i a 17 km al sud de Maikop.
Pertany al municipi de Krasnooktiabrski.